# Domptin
Domptin ist eine französische Gemeinde mit 638 Einwohnern (Stand: 1. Januar 2022) im Département Aisne in der Region Hauts-de-France (frühere Region: Picardie). Sie gehört zum Arrondissement Château-Thierry und zum Kanton Essômes-sur-Marne. Die Einwohner nennen sich Domptinois(es).

## Geographie
Die Gemeinde Domptin liegt in einem Seitental der Marne, rund zehn Kilometer westsüdwestlich von Château-Thierry. Sie umfasst die Ortsteile Les Guillornets, La Baudière und Le Moulinet. Nachbargemeinden von Domptin sind Coupru im Norden, Charly-sur-Marne im Osten, Villiers-Saint-Denis im Süden sowie Bézu-le-Guéry im Westen.

## Bevölkerungsentwicklung
| Jahr                       | 1962 | 1968 | 1975 | 1982 | 1990 | 1999 | 2006 | 2013 | 2021 |
| Einwohner                  | 231  | 219  | 223  | 300  | 420  | 530  | 618  | 665  | 625  |
| Quellen: Cassini und INSEE |      |      |      |      |      |      |      |      |      |

## Sehenswürdigkeiten
- Kirche Saint-Quentin
- vier ehemalige Waschhäuser (Lavoirs)

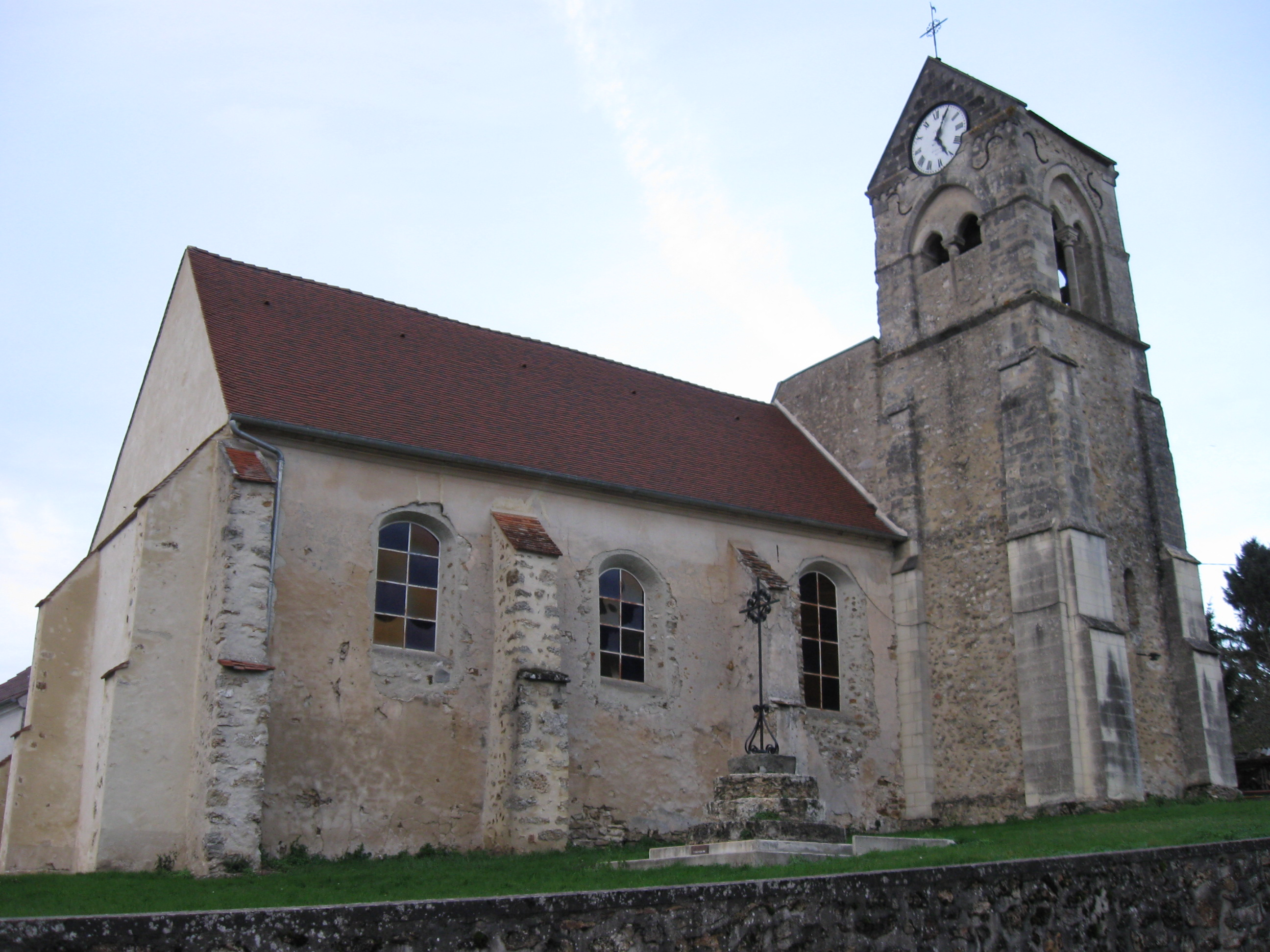
Kirche Saint-Quentin